# Parco naturale regionale dell'Antola

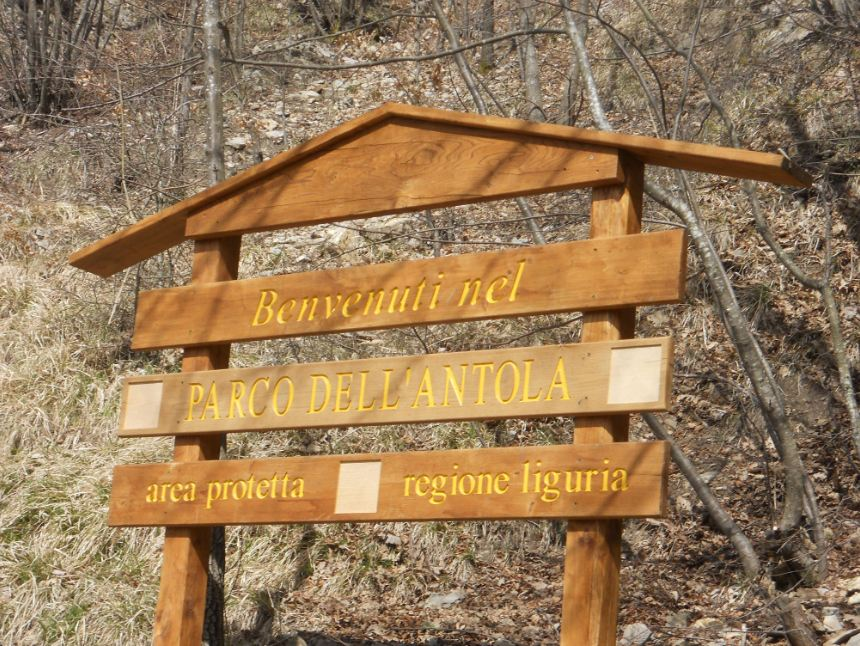

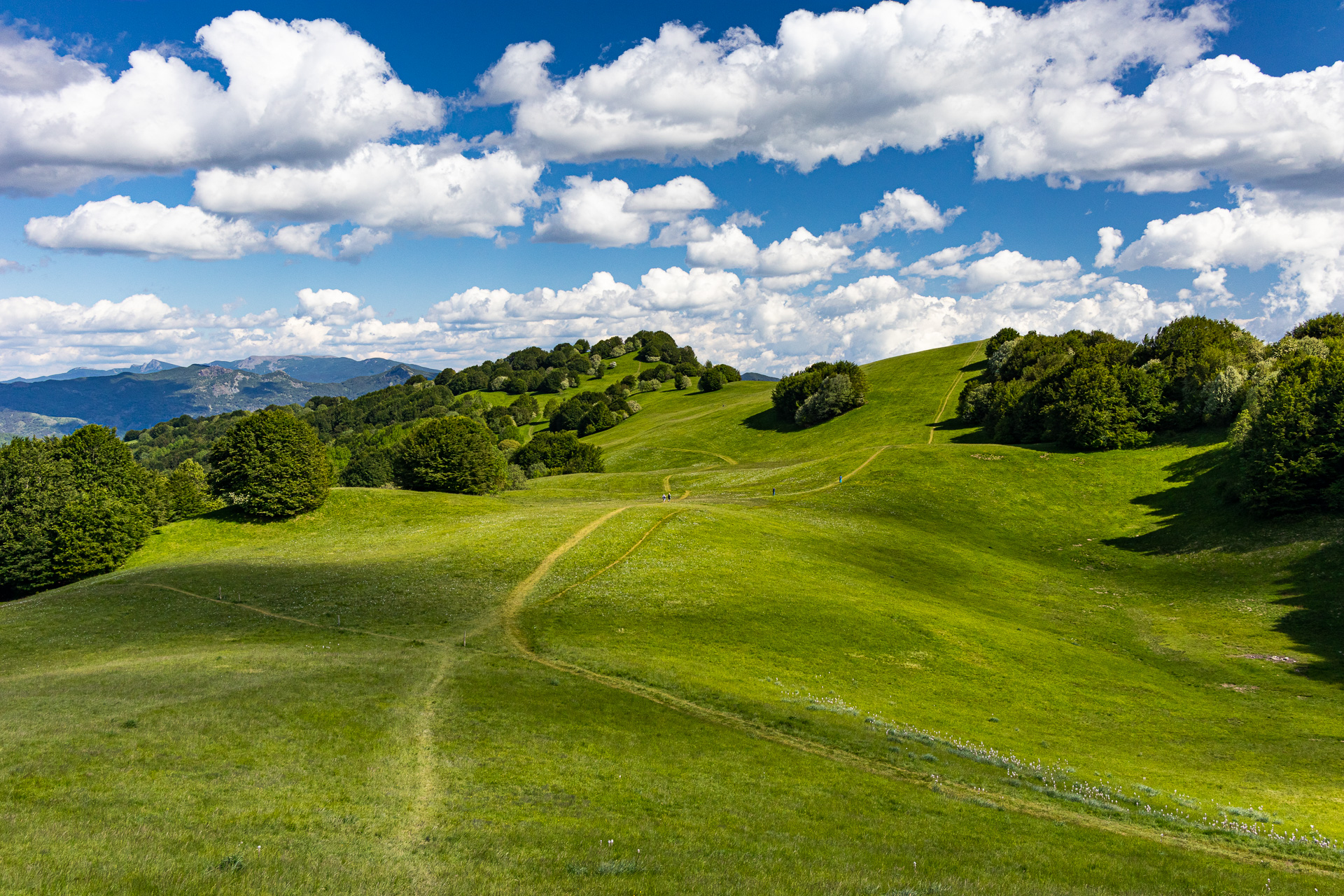
Pian della Cavalla: altopiano erboso dove il narciso fiorisce copioso assieme ad orchidee e botton d'oro.

Il parco naturale regionale dell'Antola è un'area naturale protetta che si trova in Liguria e precisamente tra l'entroterra genovese e l'Appennino ligure vero e proprio. Il territorio (4.837 ha) è sito interamente nella città metropolitana di Genova e confina a nord con la provincia di Alessandria e ad est con la provincia di Piacenza; è facilmente raggiungibile anche dalla provincia di Pavia.

## Storia
Venne istituito con legge regionale nº 12 del 22 febbraio 1995 con una superficie di 4.837 ettari. Del parco hanno fatto parte due comunità montane ora soppresse: la Comunità montana Alta Valle Scrivia e la Comunità montana Alta Val Trebbia. La sede del parco è a Busalla.
Nella riunione del Consiglio Regionale del 13 luglio 2022 è stato approvato l'ingresso di una parte del territorio di Montoggio all'interno dell'area naturale dell'Antola: un'area di oltre 335 ettari comprendenti il colle del castello dei Fieschi e la valle del rio Noci. L'amministrazione dell'ente parco avrà ora un anno di tempo per ratificare tale decisione del consiglio regionale della Liguria.

## Territorio

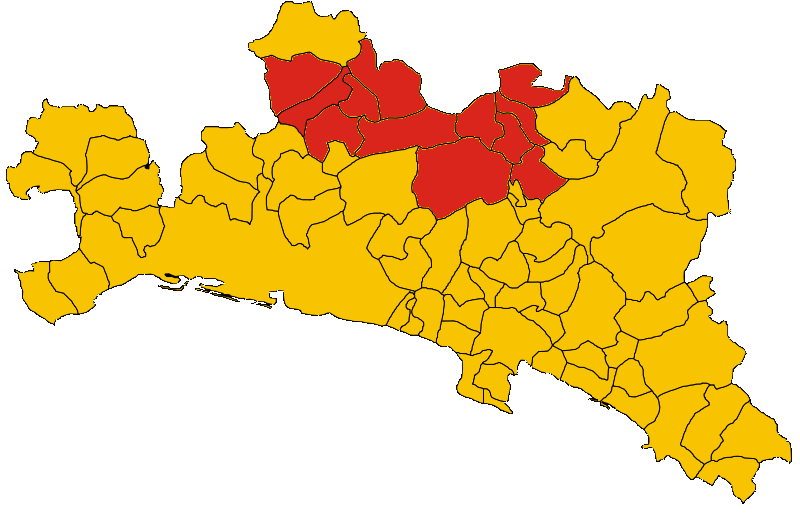
Mappa dei comuni del parco

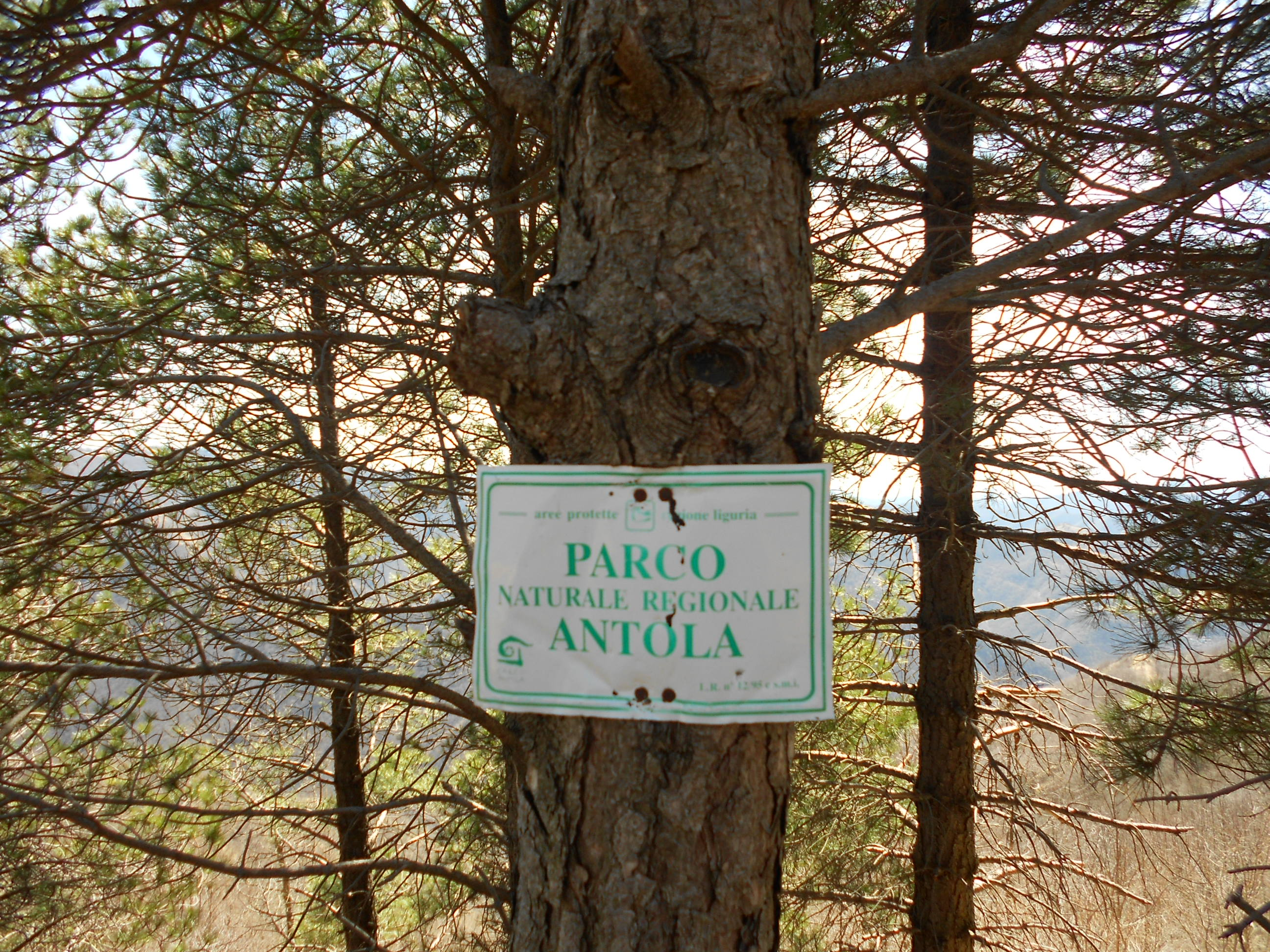
cartello segnaletico nel Parco naturale regionale dell'Antola (Liguria)

Il parco è suddiviso nelle seguenti zone:
- "Zona B o riserva generale orientata" che comprende la zona delle Rocche del Reopasso. Le Rocche del Reopasso sono comprese nell'oasi del Reopasso (1.221 ha), sono un'importante formazione rocciosa, formata da estesi affioramenti di conglomerato di Savignone che risalgono all'epoca oligocenica.
- "Zona C o area di protezione" che comprende le zone che hanno più valore (ambientale, naturalistico, artistico o tradizionale) per il parco;
- "Zona D o area di sviluppo" che comprende zone di elevato valore naturalistico e che ospitano varie attività o strutture. Esse sono: l'area della vetta del monte Reale, il torrente Vobbia e il castello della Pietra, l'ecomuseo della val Brevenna, l'area della vetta del monte Antola e rifugio connesso, il lago del Brugneto ed infine l'osservatorio astronomico Casa del Romano;
- "Zone contigue funzionalmente connesse all'area del parco" che comprendono il borgo di Pentema, il borgo di Senarega e il borgo di Chiappa.

### Il centro del parco: il monte Antola

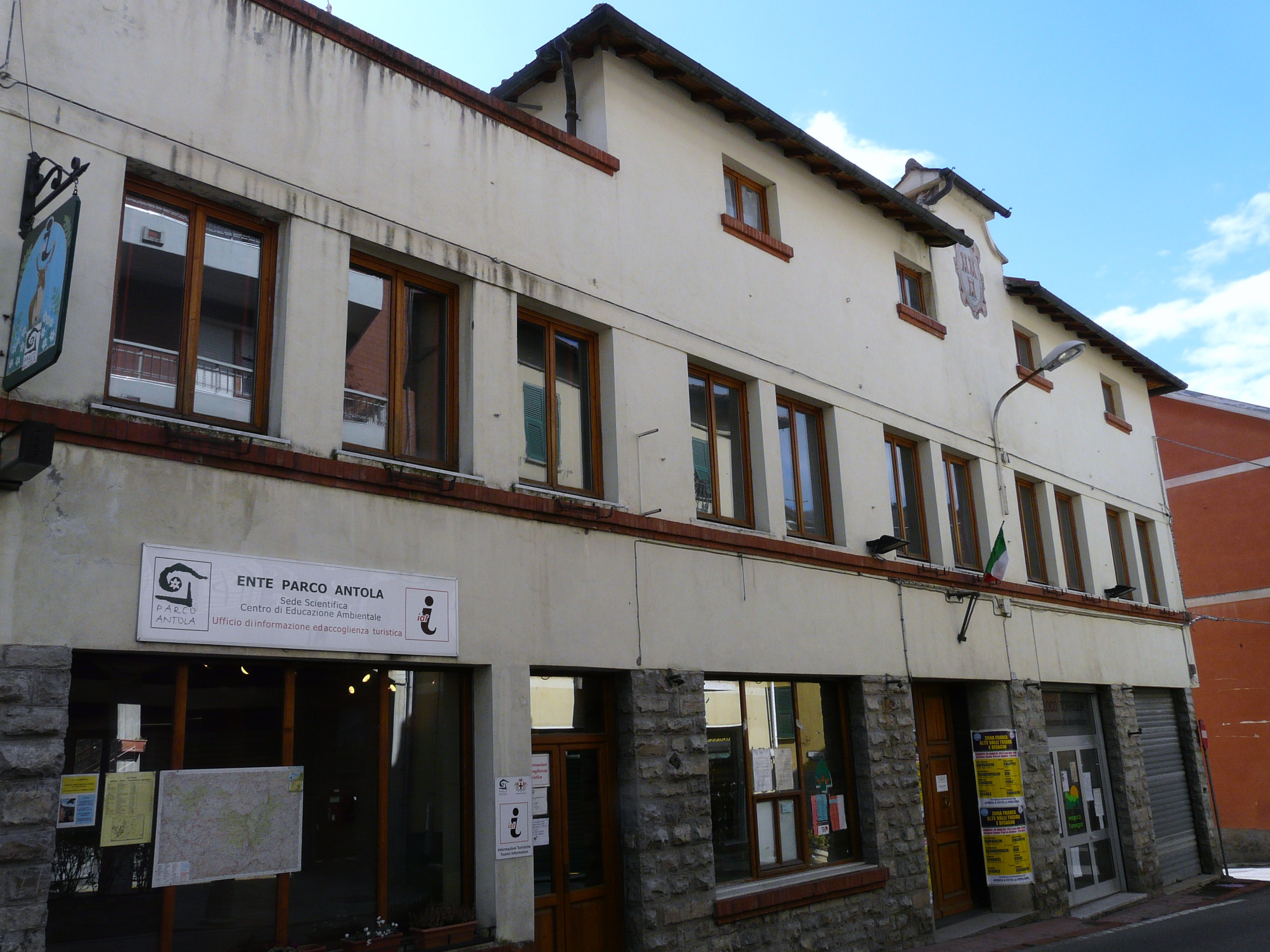
La sede dell'Ente Parco dell'Antola a Torriglia

L'intero parco è dominato dal monte Antola (1597 metri) che fa da spartiacque tra le valli principali del parco: la val Vobbia e la val Brevenna (che confluiscono poi nell'alta valle Scrivia) e le valli Brugneto e Cassingheno che confluiscono nell'alta val Trebbia. Questa posizione divisoria ha permesso alla montagna di essere durante i secoli passati un importante crocevia commerciale tra gli abitanti delle due valli.
Dalla vetta si può ammirare un paesaggio straordinario che spazia dall'intera costa ligure fino alla Corsica e all'arcipelago toscano a sud; dagli Appennini alle Alpi Apuane ad est; dalla Riviera di Levante della Liguria alle Alpi Marittime ad ovest e infine dalla Pianura Padana fino alle Alpi dalle quali svettano chiari il Monviso, il Monte Bianco e il Monte Rosa.

### Le valli del parco

#### Val Vobbia
La val Vobbia, parte dell'alta valle Scrivia, è delimitata ad est dal valico di San Fermo e dal monte Buio (sulla cima del quale la valle trova il suo punto più alto, 1402 metri), a sud dal monte Riundo, dal monte Alpisella e dal monte Schigonzo, a sud-ovest dalla sella di Crocefieschi, dalle Rocche del Reopasso, dal Bric dell'Aiuola e dal monte Reale, e da nord verso est da Montecanne, dal Bric delle Camere, da Costa Salata e dalla Cima dell'Erta. Al centro della valle si innalza il monte Cravì, con i suoi 990 metri. È caratterizzata dalla presenza del castello della Pietra, imponente fortificazione eretta intorno all'anno 1000 fra due speroni di conglomerato nel territorio comunale di Vobbia.

#### Val Pentemina e Valbrevenna
La val Pentemina e la val Brevenna sono due valli di grande importanza principalmente storica. Sono state inserite nel parco per la presenza di numerosi mulini, casoni in pietra (utilizzati in passato per il pascolo) e terrazzamenti che testimoniano la secolare attività del passato degli abitanti locali.
A Senarega, in val Brevenna, è stato recentemente restaurato, da parte del Parco, il millenario castello dei Fieschi.
Il borgo di Pentema, frazione di Torriglia, è invece famoso per il presepe contadino che vi si svolge ogni anno e che rappresenta una sorta di museo etnografico della civiltà contadina dei secoli scorsi nelle valli dell'Antola.

#### Alta Val Trebbia
L'alta val Trebbia è caratterizzata dalla gran quantità di corsi e bacini d'acqua come il lago del Brugneto e il fiume Trebbia, con i suoi affluenti (di sinistra, fra i quali il Terenzone e il Cassingheno, e di destra, fra i quali il Sermigliasca e il Moglia) e dalla presenza di numerose faggete.
Peculiari sono anche i numerosi paesi presenti sui versanti della valle e che ne arricchiscono la bellezza paesaggistica ed i pregi storico-architettonici.
Sono presenti sui crinali ampie distese di pascoli e prati in cui viene praticato l'allevamento brado di mandrie di bovini, ricoperte in primavera da magnifiche fioriture di genziane, narcisi ed altri fiori appenninici.
Il fiume Trebbia rappresenta una grande attrattiva per i turisti ed in particolare per pescatori e amanti degli sport d'acqua.

## Comuni
Il Parco comprende, totalmente o in parte, i comuni di: Busalla, Crocefieschi, Fascia, Gorreto, Montebruno, Propata, Ronco Scrivia, Rondanina, Savignone, Torriglia, Valbrevenna, Vobbia, Montoggio.

## Flora
La flora del parco presenta un'enorme varietà e si suddivide in tre rami principali: la flora arborea, la flora arbustiva e i fiori e le piante grasse.

### Flora arborea

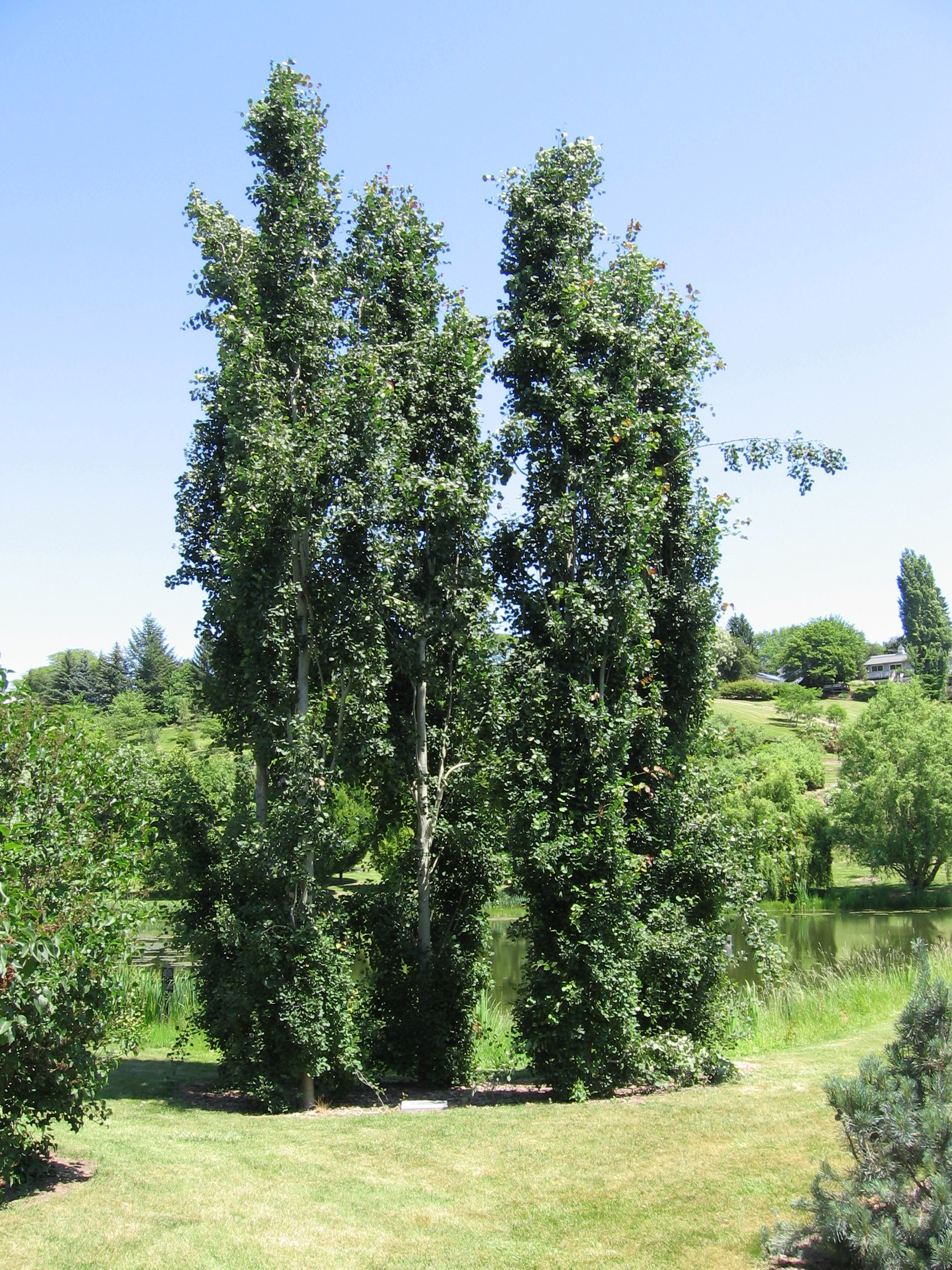
Pioppo tremulo (Populus tremula)

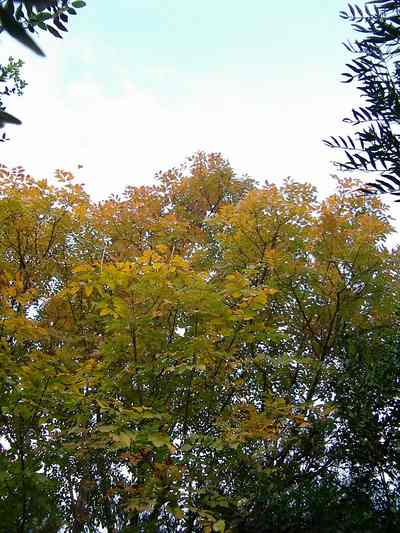
Aspetto autunnale dell'Orniello (Fraxinus ornius)

La flora arborea è principalmente dominata dal faggio (Fagus sylvatica) che domina totalmente l'area boschiva tra i 1.000 e i 1.500 metri d'altitudine; oltre i 1.500 metri sono presenti il sorbo degli uccellatori (Sorbus aucuparia) e il sorbo montano o farinaccio (Sorbus aria) mentre al di sotto dei 1.000 metri appena il faggio inizia a diradarsi prende spazio una grande quantità di specie arboree. Attorno ai torrenti e nelle zone più umide prendono spazio alberi come l'ontano bianco (Alnus incana) e il pioppo tremolo (Populus tremula) e altri pioppi (Populus alba e Populus × canescens).
Comunque gli alberi che più di ogni altra rappresentano la media montagna e le fasce collinari del parco sono quelle del genere Quercus: il cerro (Quercus cerris), il rovere (Quercus petraea) e la roverella (Quercus pubescens). Tra questi alberi vi sono anche numerosi castagni, oramai ridotti a boschi cedui per lo sfruttamento del legname, (Castanea sativa). Infine ad arricchire tutti questi boschi vi sono numerosissimi altri alberi tra i quali il carpino nero (Ostrya carpinifolia), il carpino bianco (Carpinus betulus), l'orniello (Fraxinus ornus), l'acero campestre (Acer campestre), l'olmo campestre (Ulmus minor) e alcuni alberi da frutto selvatici.

### Arbusti

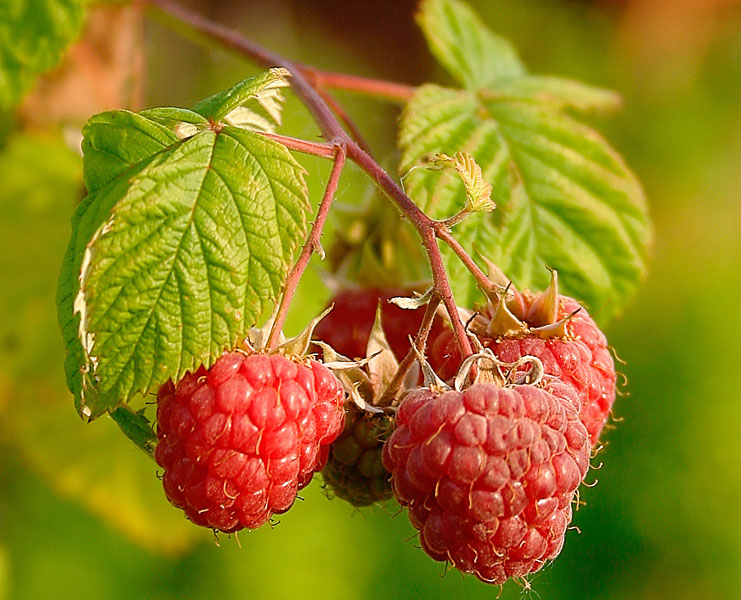
Frutto del Lampone (Rubus idaeus)

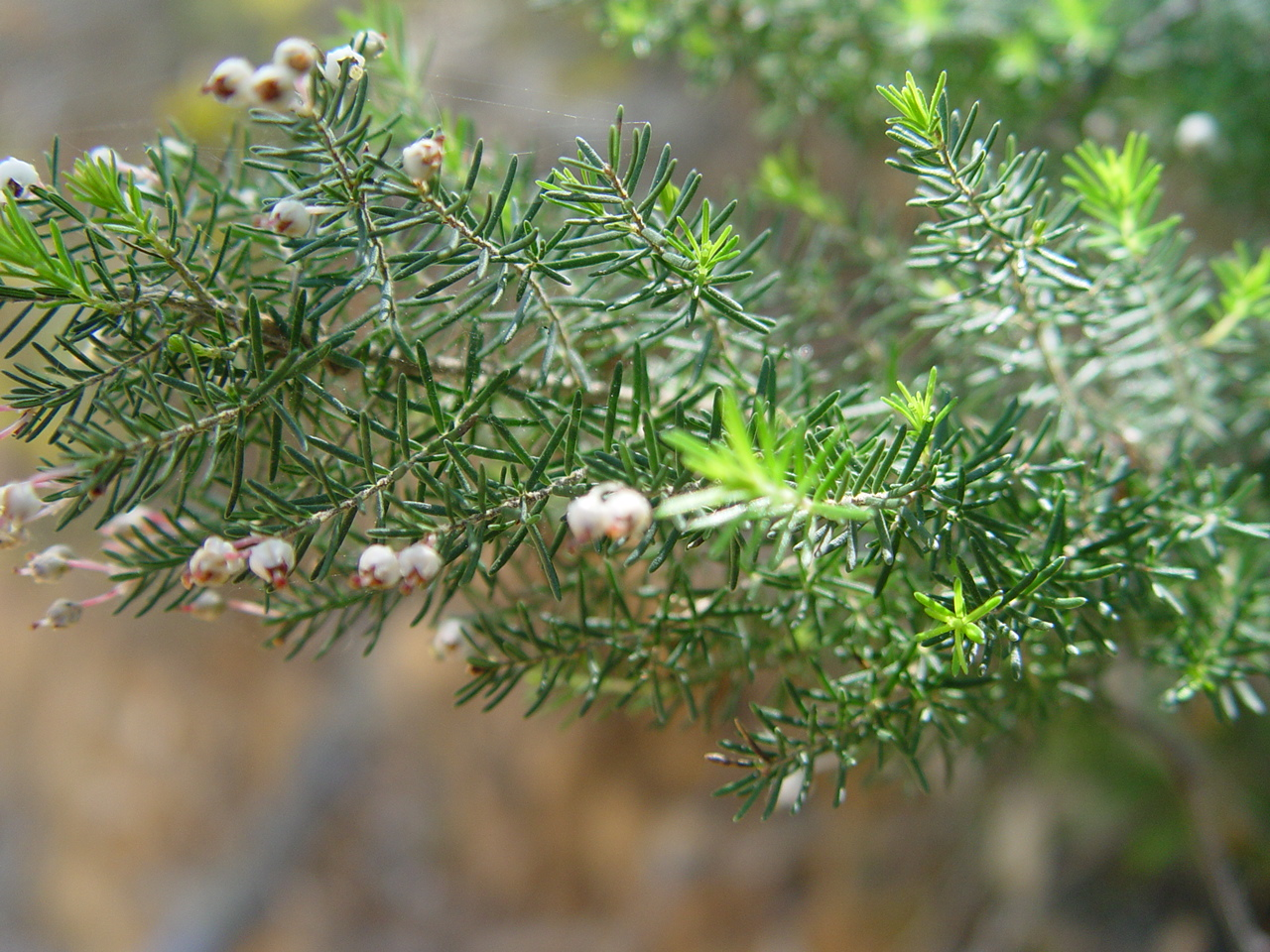
ramo con frutto di Erica arborea

Anche gli arbusti sono vari e numerosi e tra di essi vanno citati il ginepro (Juniperus communis), il rovo (Rubus ulmifolius), il lampone (Rubus idaeus), il falso bosso (Polygaloides chamaebuxus), il fior di stecco (Daphne mezereum), il mirtillo (Vaccinium myrtillus), il corniolo (Cornus mas), la fusaggine chiamata anche berretta del prete (Euonymus europaeus), l'erica (Erica arborea), il citiso (Cytisus sessilifolius), il pungitopo (Ruscus aculeatus), la vitalba (Clematis vitalba, ormai diventata invasiva), il caprifoglio (Lonicera caprifolium), il biancospino (Crataegus monogyna), la rosa selvatica (Rosa canina), la ginestra (Spartium junceum).
Tra le felci o piante di sottobosco che crescono principalmente in luoghi ombreggiati vi sono la felce dolce o liquerizia (Polypodium vulgare), la ruta di muro (Asplenium ruta-muraria), la felce maschio (Dryopteris filix-mas), la felce aquilina (Pteridium aquilinum) e la notolena (Notholaena marantae) che invece cresce in luoghi soleggiati.

### Fiori e piante grasse

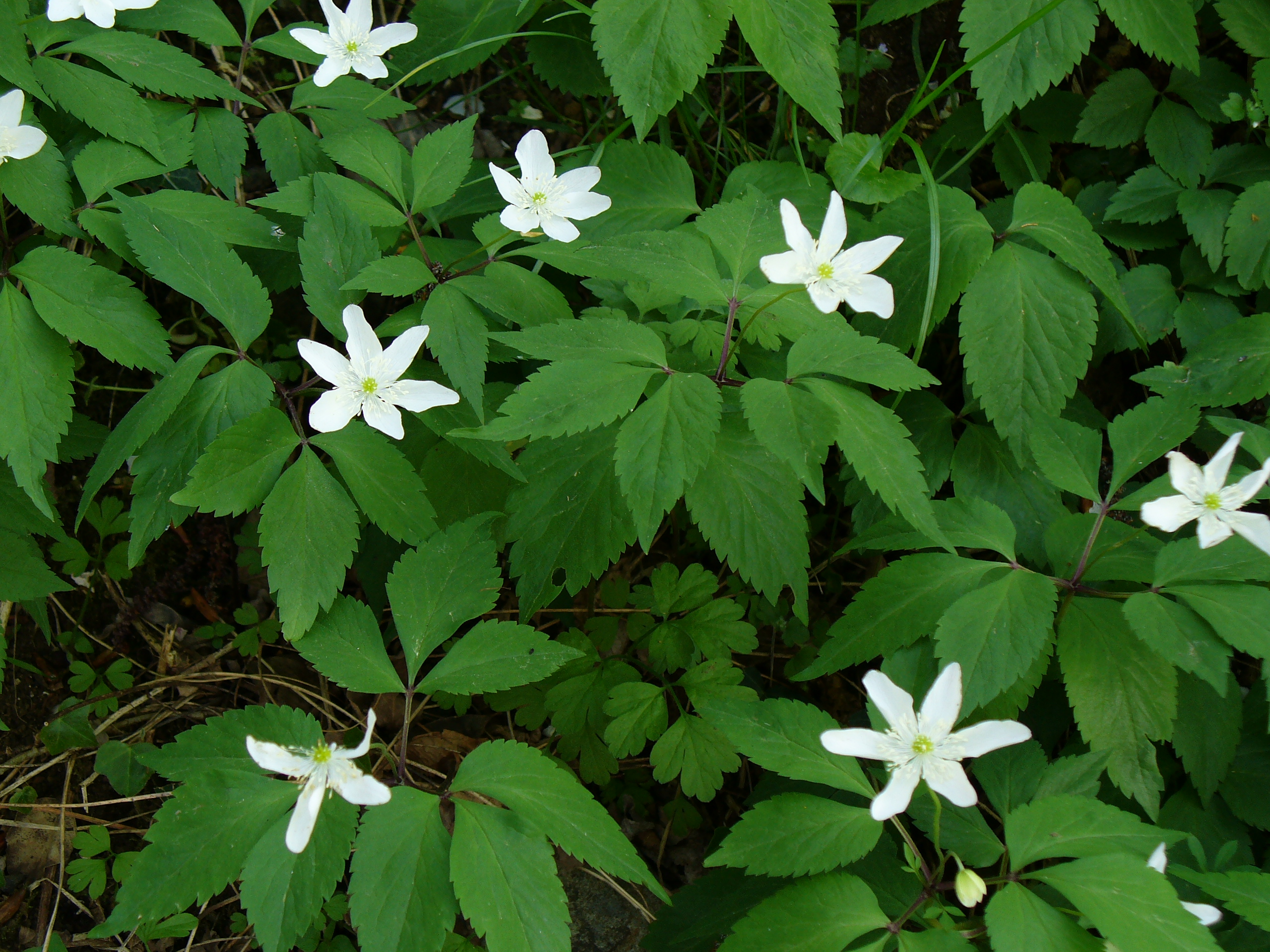
Tappeto di Anemone trifolia

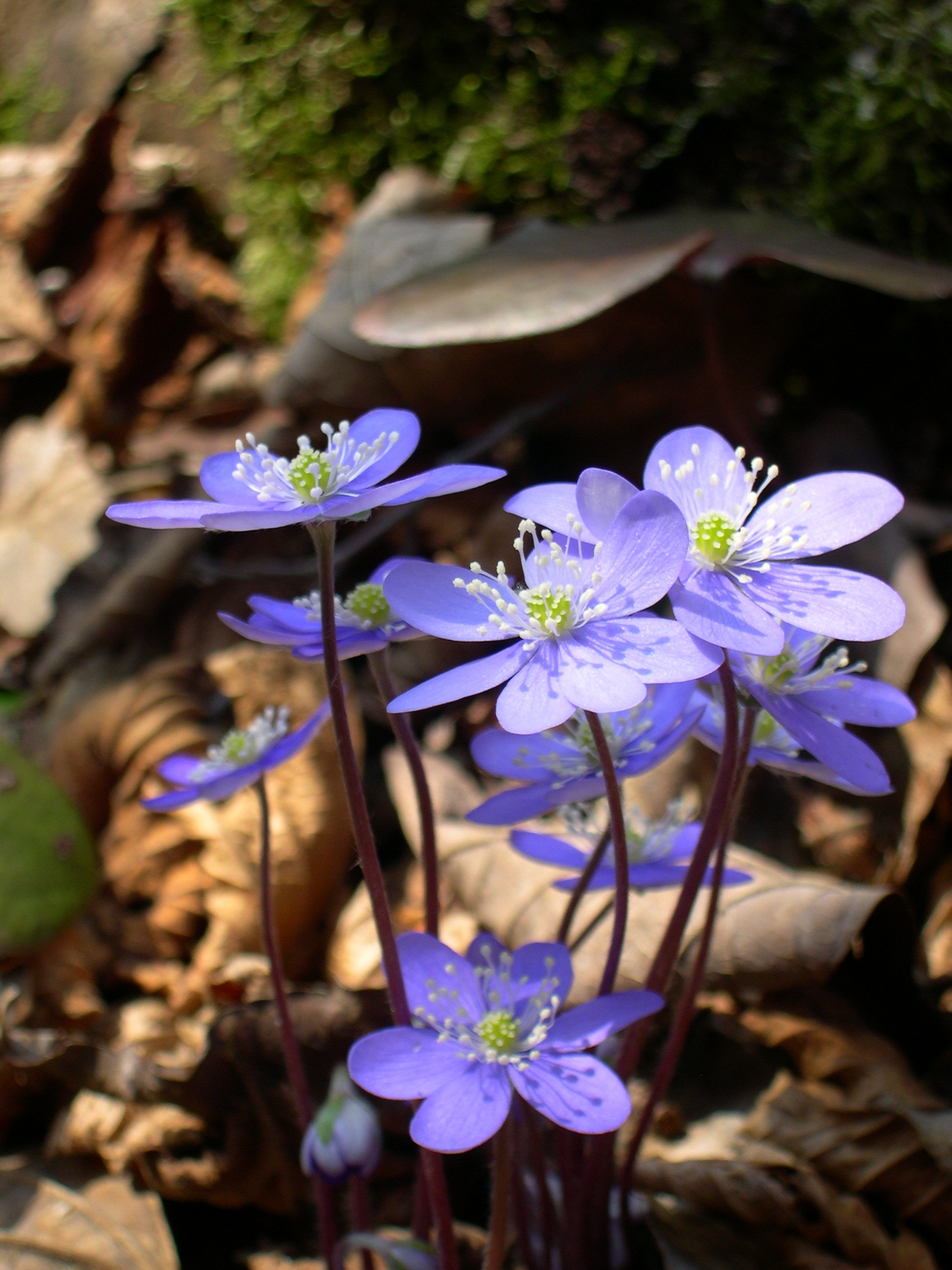
Erba trinità (Hepatica triloba)

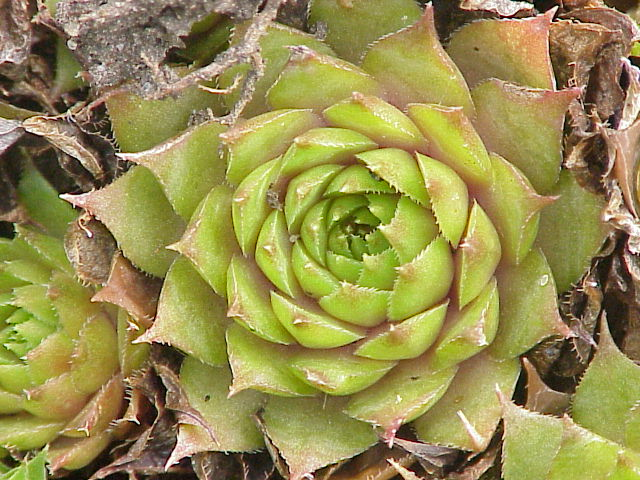
Sempervivum tectorum

I prati e i sottoboschi del parco presentano un'enorme ricchezza floristica. Tra i fiori più comuni vanno citati la primula (Primula vulgaris), l'elleboro (Helleborus viridis), la polmonaria (Pulmonaria officinalis), l'anemone trifoliata (Anemonoides trifolia), i denti di cane (Erythronium dens-canis), il campanellino (Leucojum vernum), l'erba trinità (Hepatica nobilis), la scilla (Scilla bifolia), il croco (Crocus vernus), la genziana di Koch (Gentiana acaulis), la primula officinale (Primula veris), la sambucina (Dactylorhiza sambucina) nelle varietà rossa e gialla, la nigritella (Gymnadenia nigra), la genziana maggiore (Gentiana lutea), la viola farfalla (Viola calcarata) ed il botton d'oro (Trollius europaeus), il narciso (Narcissus poeticus), il veratro (Veratrum album, fiore velenoso), il giglio rosso (Lilium bulbiferum), il giglio martagone (Lilium martagon), l'aquilegia comune (Aquilegia vulgaris), il geranio selvatico (Geranium sylvaticum), la liliagine (Anthericum liliago) e la margherita comune (Leucanthemum vulgare).
Specie più rare sono invece la fritillaria (Fritillaria montana), l'erba viperina (Echium vulgare), la bozzolina (Polygala vulgaris) dai fiori lilla o porporini e la sassifraga (Saxifraga cintrana).
Tra le numerose specie di piante vanno citate anche alcune crassulaceae, uniche rappresentanti delle piante grasse: Sedum album, Sedum acre, Sedum reflexum e Sempervivum tectorum.

## Fauna

### Mammiferi

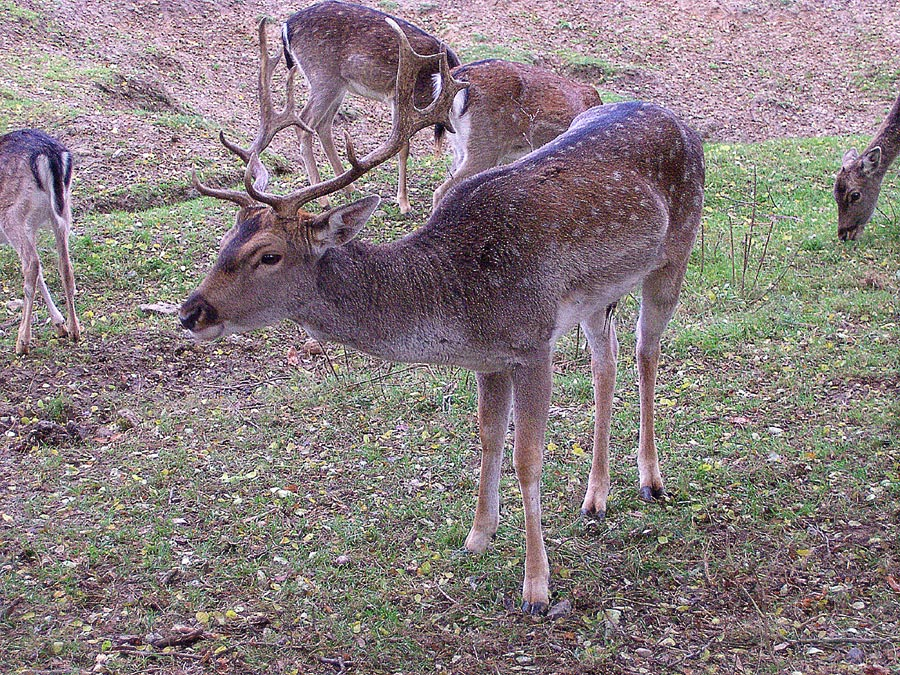
Daino (Dama Dama)

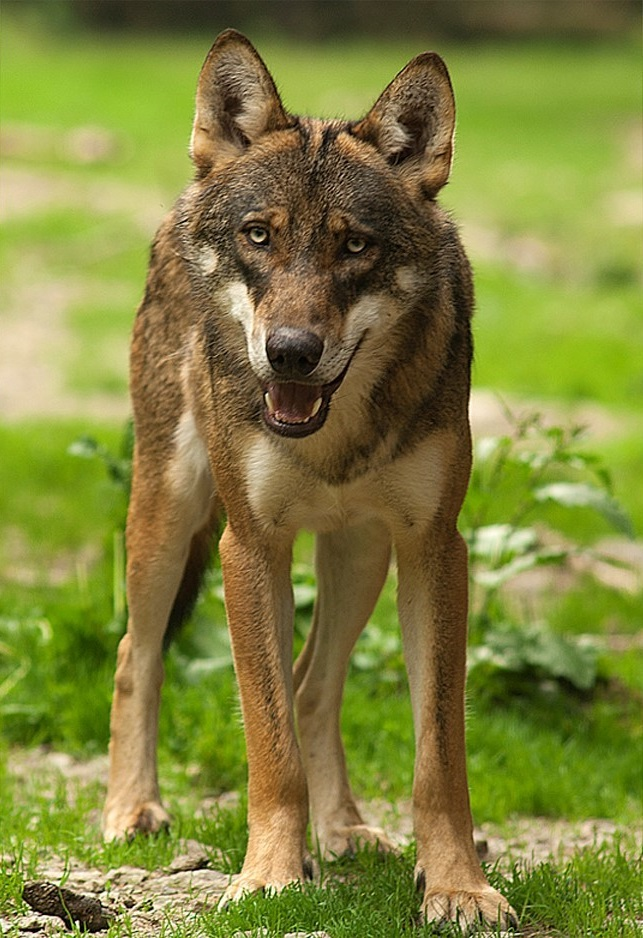
Lupo italiano o Lupo appenninico (Canis lupus italicus)

I mammiferi sono sicuramente gli animali di maggior richiamo turistico. Tra tutti l'animale di più grande pregio è il lupo italiano (Canis lupus italicus) che ha fatto recentemente la sua ricomparsa nel territorio del parco (in cui non era più presente dalla metà del XIX secolo) specialmente nell'area attorno al monte Antola. Le sue prede principali sono il daino (Dama dama, del quale è stato effettuato un importante ripopolamento) e il capriolo (Capreolus capreolus).
Tra gli altri mammiferi vi sono il cinghiale (Sus scrofa), la volpe (Vulpes vulpes), il tasso (Meles meles), la faina (Martes foina) e la donnola (Mustela nivalis), lo scoiattolo (Sciurus vulgaris), il ghiro (Glis glis), il moscardino (Muscardinus avellanarius) ed infine la lepre (Lepus europaeus). Più incerta è invece la presenza della puzzola (Mustela putorius).

### Uccelli

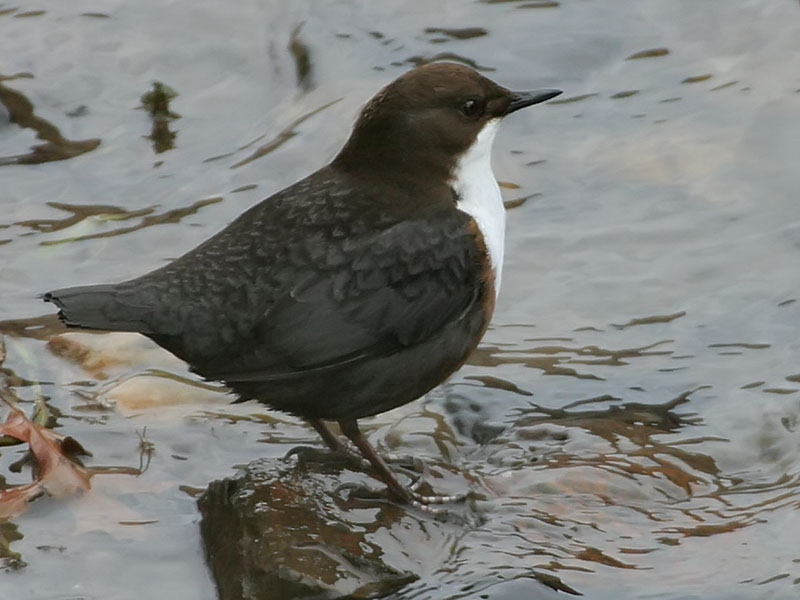
Merlo acquaiolo (Cinclus cinclus)

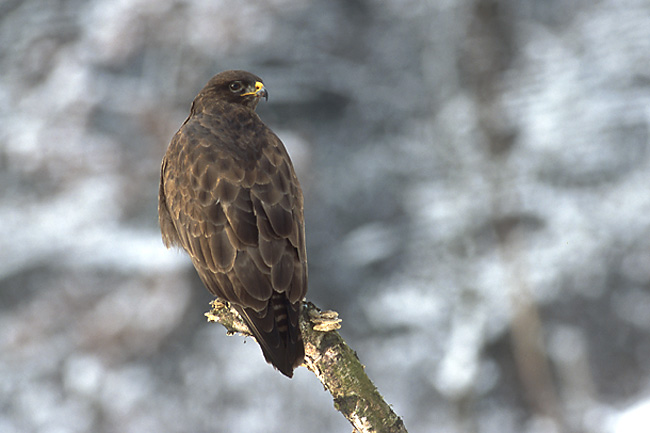
Poiana (Buteo buteo)

Numerose sono anche le specie di uccelli. Tra i rapaci vi sono la poiana (Buteo buteo), il gheppio (Falco tinnunculus), lo sparviere (Accipiter nisus) ed il falco pecchiaiolo (Pernis apivorus). Presso i numerosi corsi d'acqua sono presenti molti uccelli tra cui il merlo acquaiolo (Cinclus cinclus), il corriere piccolo (Charadrius dubius), la ballerina bianca (Motacilla alba), la ballerina gialla (Motacilla flava) ed il martin pescatore (Alcedo atthis).
Tra gli altri tipi di uccelli vanno citati la ghiandaia (Garrulus glandarius), la pernice rossa (Alectoris rufa) e il picchio verde (Picus viridis).

### Pesci, Anfibi e Rettili

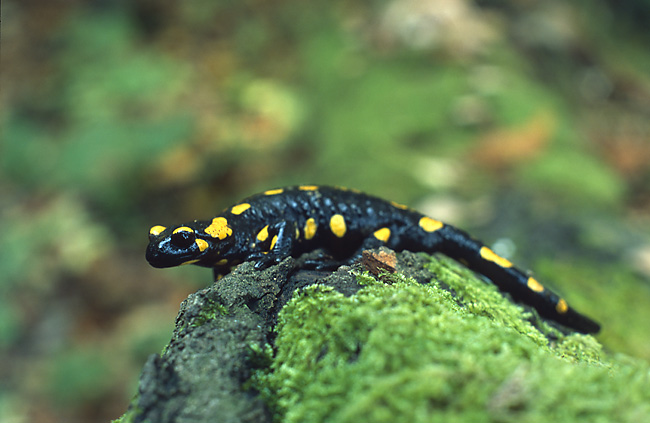
Salamandra (Salamandra salamandra)

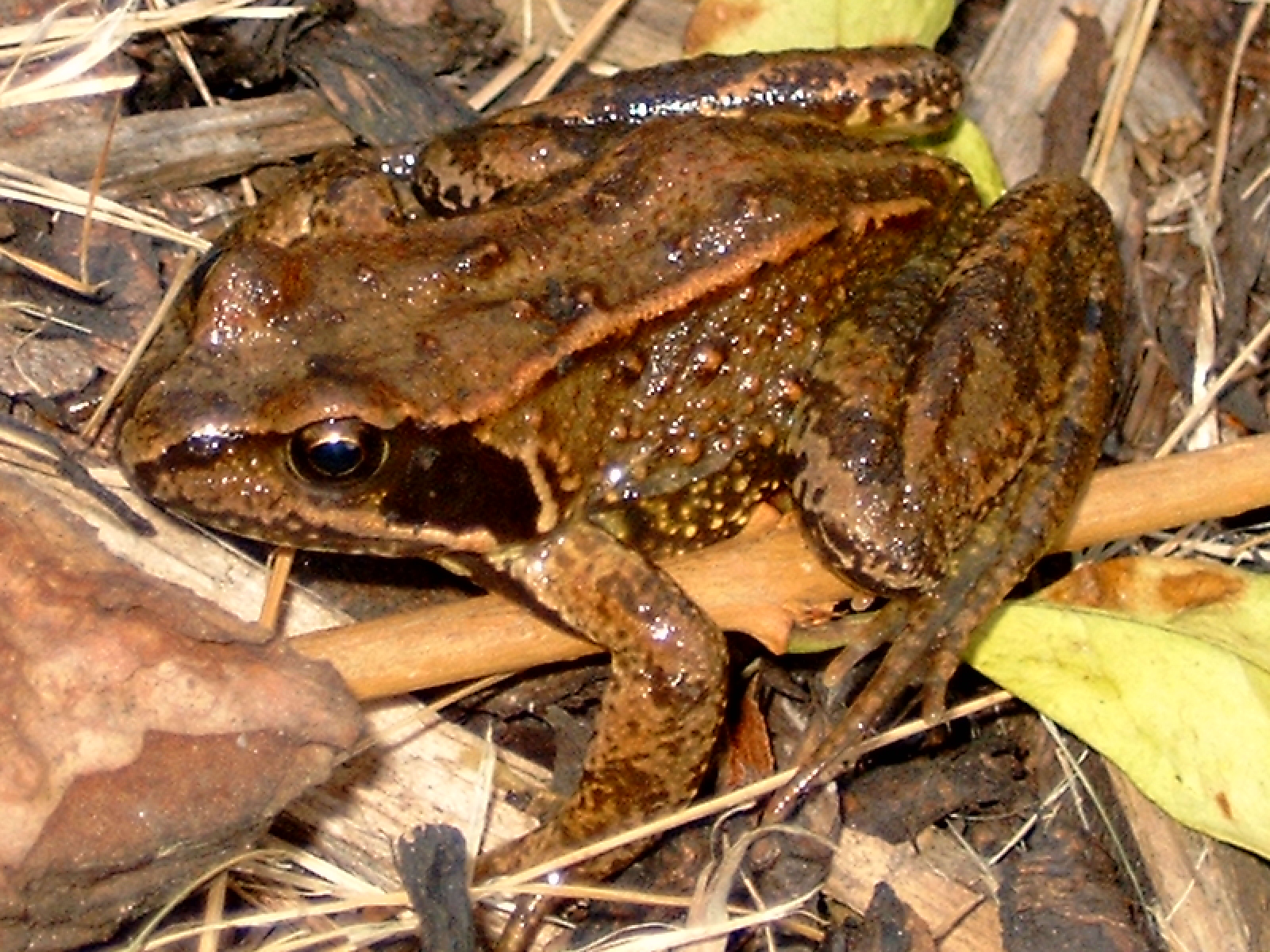
Rana montana (Rana temporaria)

Tra i pesci sono abbastanza comuni la trota fario (Salmo trutta fario) e il vairone (Telestes muticellus, che vive soltanto nelle acque più limpide); altre specie ittiche sono il barbio (Barbus tyberinus) ed il cavedano (Squalius squalus).
Tra gli anfibi, a parte la comune salamandra (Salamandra salamandra) vi sono alcuni endemismi appenninici ormai molto rari come il tritone appenninico (Triturus alpestris apuanus, esclusivo degli Appennini e delle Alpi Marittime), la salamandrina dagli occhiali (Salamandrina terdigitata, dell'appennino del versante tirrenico) e il geotritone di Strinati (Speleomantes strinatii, dell'appennino centro-settentrionale). Tra le rane vi sono la rana appenninica (Rana italica) e la rana temporaria (Rana temporaria).
Tra i rettili il più comune è la vipera (Vipera aspis); è anche però presente la biscia viperina (Natrix maura).

## Accessi
Il parco può essere raggiunto sia tramite il servizio autostradale, con l'autostrada A7 (caselli di Busalla, Ronco Scrivia e Isola del Cantone), che con le seguenti strade statali e provinciali:
- S.S. 35 dei Giovi
- S.P. 226 di Valle Scrivia
- S.S. 45 di Val Trebbia

In treno si possono raggiungere le valli con la ferrovia Genova-Casella, a scartamento ridotto, che collega l'alta valle Scrivia con le valli genovesi del Polcevera e del Bisagno.

## Punti di interesse
- Castello della Pietra

### Osservatorio astronomico regionale Parco Antola
L'Osservatorio astronomico regionale Parco Antola - Comune di Fascia (OARPAF) si trova in località Casa del Romano di Fascia, sullo spartiacque tra la val Borbera e la val Trebbia, a 1.410 m d'altitudine all'interno del Parco regionale. Il progetto di un osservatorio nel parco risale al 1998 ma l'osservatorio è stato inaugurato solo nel settembre del 2011: la gestione era affidata al comune di Fascia fino al 14 marzo 2012, mentre oggi è sotto la gestione dell'Ente Parco.
Nella nuova costruzione è stato sistemato un telescopio da 800 mm e la ricerca e la didattica universitaria sono state affidate, a seguito di un Protocollo di intesa, all'Università di Genova. Sono inoltre presenti un planetario, un laboratorio di astrofisica e una stazione meteorologica.

### Sentieri
All'interno del parco esistono numerosissimi sentieri tra i quali il più importante è sicuramente l'Alta via dell'Antola che attraversa da ovest ad est tutto il parco. Esistono poi numerosi sentieri che partono dalle varie valli e che spesso arrivano al monte Antola o alle Rocche del Reopasso (come la via ferrata attrezzata delle Rocche del Reopasso). Infine vanno citati i numerosi sentiero "ad anello" tra i quali l'Anello del lago del Brugneto, l'Anello di Pentema, l'Anello di Caprile e l'Anello di Chiappa.
Recentemente l'Ente Parco ha dato il via ad una iniziativa per dare l'affidamento dei sentieri alle aziende agricole ed alle associazioni locali per favorirne fattori come fruibilità e percorribilità.

#### Alta Via dell'Antola
Lunghezza percorso: 39 km; Tempo di percorrenza: 17 ore; Partenza: Vobbietta, 323 metri d'altitudine; Arrivo: Gorreto, 522 metri d'altitudine
Il sentiero attraversa tutto il confine settentrionale del parco, e contiene, come tappe lungo il suo percorso, anche alcune importanti vette del parco (monte Carmo, 1.640 m, Bric delle Camere 1.016 m e monte Zucchello, 1.416 m) e alcuni importanti passi di montagna come il Passo di Costa Salata (un tempo attraversato da un'antica Via del sale). La difficoltà del sentiero non è elevata ma è consigliabile attraversarlo a tappe pernottando nei numerosi luoghi adatti alla sosta o al pernottamento data la lunga durata necessaria all'attraversamento (17 ore).

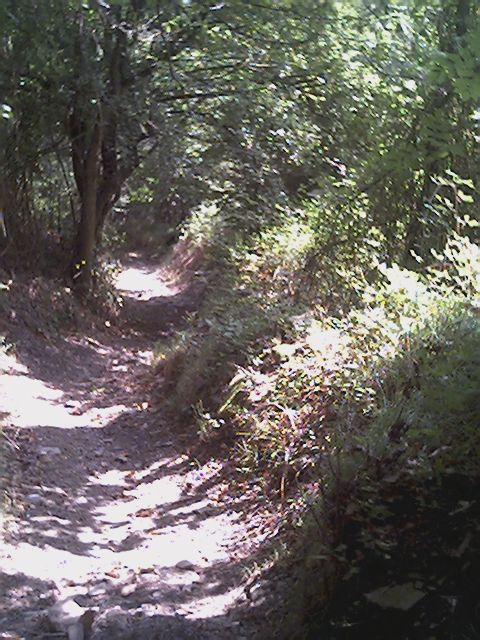
Il Sentiero del Brugneto

#### Anello del Lago del Brugneto
Lunghezza percorso: 13,5 km; Tempo di percorrenza: 6 ore circa; Partenza: Diga del Brugneto - 748 metri d'altitudine; Arrivo: lungo la strada carrozzabile per Retezzo, oltre la diga
Il sentiero, si snoda attorno alle rive del lago artificiale e prende quindi le caratteristiche di un sentiero ad anello. Buona parte del percorso si stende all'interno della faggeta che circonda il lago ed è possibile avvistare numerosi daini anche durante la loro stagione dell'amore. Un breve tratto del percorso ricalca l'antica Via del sale che collegava i paesi costieri del Tigullio con il Piemonte. Vi sono numerose aree di sosta e ristoro.

#### Altri sentieri
- Alta via ferrata attrezzata delle Rocche del Reopasso: è un percorso alpinistico attrezzato, lungo circa 1000 metri dei quali 600 provvisti di un cavo d'acciaio. La difficoltà può variare da abbastanza difficile a molto difficile in alcuni tratti a strapiombo. Il percorso alpinistico è da affrontare soltanto con le adeguate preparazione e attrezzatura;
- Anello di Pentema: è un sentiero che con un percorso ad anello tocca l'antico borgo di Pentema, la Cappella di Nostra Signora della Guardia e il Passo del Colletto;
- Anello di Caprile: altro sentiero con percorso ad anello che da Caprile arriva fino alla vetta del monte Antola per poi riscendere dal Passo delle Tre croci fino al luogo di partenza;
- Anello di Chiappa: sentiero ad anello che contiene un percorso principalmente panoramico della val Brevenna e dei versanti del monte Antola.

## Attività
All'interno del parco vi sono numerosi sport e attività praticabili. Tra le tante vi sono:
- escursionismo, e mountain biking seguendo i vari sentieri di diverse difficoltà;
- sci di fondo nel periodo invernale;
- canottaggio ed altre attività legate all'acqua come canoa e pesca sportiva, soprattutto lungo il torrente Trebbia;
- parapendio e deltaplano dal Monte Maggio;
- equitazione, sempre utilizzando i sentieri, alpinismo e birdwatching, seppur non vi siano postazioni attrezzate.

## Strutture ricettive
Il parco offre anche vari servizi tra i quali educazione e didattica ambientale e servizi escursionistici e visite guidate. Un'importante attrattiva del parco è il trenino di Casella, l'unico esempio ligure di ferrovia a scartamento ridotto. Tra le strutture ricettive va citato il Rifugio Parco Antola, costruito dall'Ente Parco e gestito dal Club Alpino Italiano.

### Generale
- Aree naturali protette della Liguria
- Elenco dei parchi regionali italiani
- Provincia di Genova

### Luoghi geografici
- Appennino Ligure
- Monte Antola
- Val Trebbia
- Lago del Brugneto